# Sint-Julianakerk (Luik)

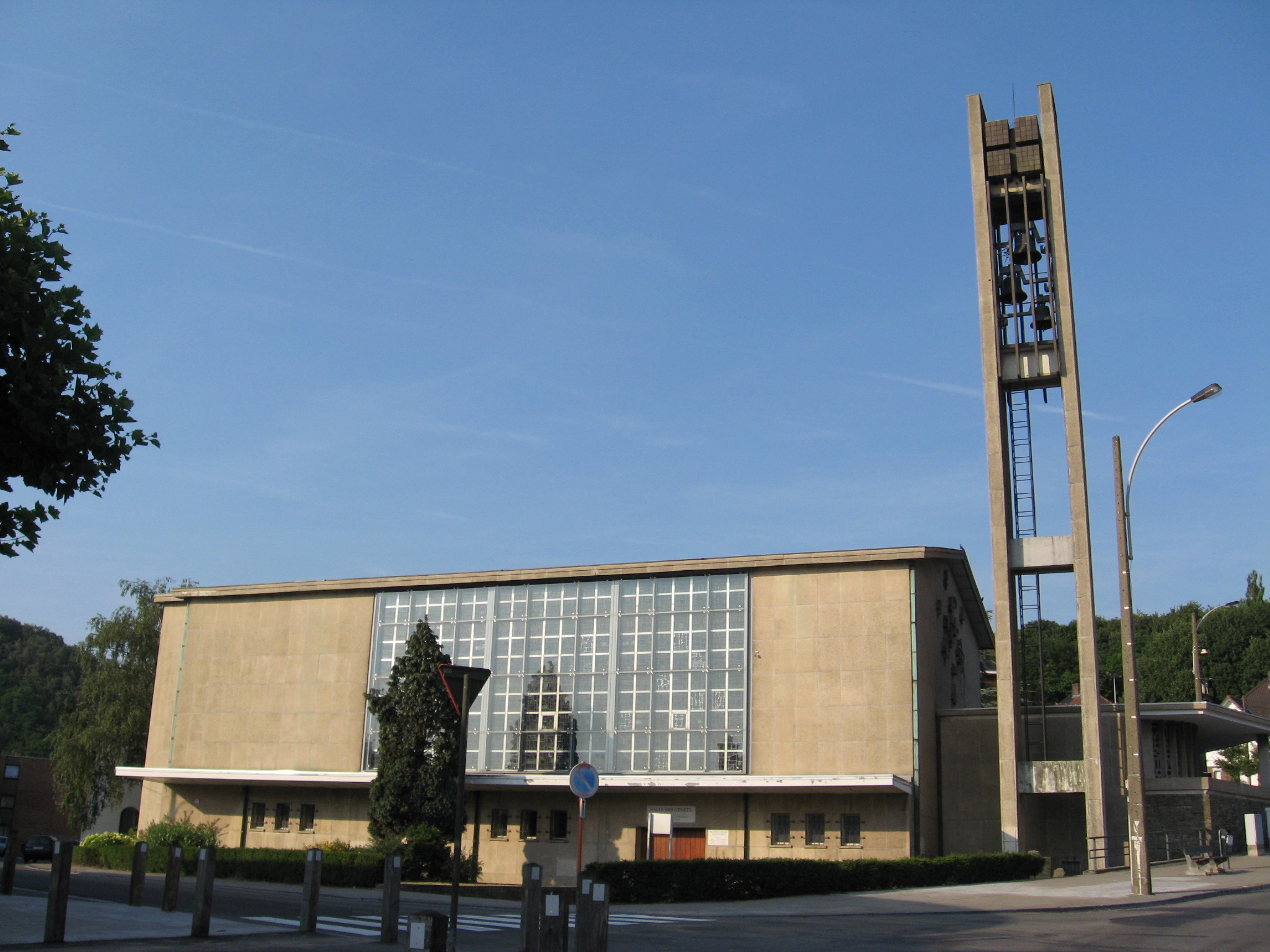
Sint-Julianakerk

De Sint-Julianakerk (Église Sainte-Julienne) is de parochiekerk van Naimette-Xhovémont in de Belgische provincie Luik. Zij is gewijd aan Juliana van Cornillon.

## Geschiedenis
Hoewel de toenemende bevolking in Xhovémont al in 1934 de behoefte aan een eigen parochie deed voelen, was het niet eerder dan 1969 dat een eigen kerk in gebruik werd genomen.
Het betreft een betonnen gebouw in modernistische stijl, dat geflankeerd wordt door een open betonnen klokkentoren.